# Acalypha williamsii
Acalypha williamsii é uma espécie de flor do gênero Acalypha, pertencente à família Euphorbiaceae.